# Garett Bischoff
Garett Bischoff (20 aprile 1984) è un wrestler statunitense.

## Carriera

### Total Nonstop Action Wrestling
La prima apparizione di Garett in TNA e nel mondo del wrestling in generale avviene a TNA Turning Point, come arbitro e con il nome di Jackson James. In seguito venne introdotto in TNA durante il match a Bound for Glory 2010 tra Sting e Hulk Hogan e accreditato come il figlio di Eric Bischoff. Ben presto ha fatto parte degli Immortal, stable capeggiata dal padre Eric e da Hulk Hogan. Tentò più volte di conquistare il TNA Television Championship contro il detentore Devon fino ad un match definitivo finito no-contest a causa dell'interferenza di Robbie E e Robbie T. Ha tentato in seguito, insieme a Devon, di conquistare il TNA World Tag Team Championship contro Christopher Daniels e Frankie Kazarian. La sua alleanza con Devon termina il 29 agosto, quando il contratto di Devon con la TNA scade. Bischoff è apparso in seguito come membro mascherato della stable di motociclisti Aces & 8s. Il 19 di ottobre sconfigge poi insieme ad Angle Devon e un membro degli Aces & 8s per squalifica.
Il 31 gennaio 2013 Garett e Wes Brisco rivelano di essere membri della stable Aces & 8s attaccando Kurt Angle, diventando heel.

## Nel wrestling
Mosse finali
- Snapmare driver

Signature Moves
- Dropkick
- DDT
- Shoulder block